# 花蘭芷
花蘭芷（J. L. Holmes，—1861年10月），美國美南浸信會傳教士，他是最早訪問太平天國天京的外國傳教士，之後發表文章批評洪秀全的拜上帝會不是基督教，對上帝的概念比拜偶像還低級。
花蘭芷在美國西維吉尼亞州普雷斯頓郡出生，1858年哥倫比亞文理學院（喬治·華盛頓大學的前身）畢業。他成為牧師後被美南浸信會派往中國傳教。他於1859年下半年與妻子一起抵達上海，接下來一年數度冒險前往太平軍佔領的蘇州、松江與南京。他於1860年8月7日到天京訪問洪仁玕、洪秀全，他的結論是:「我感到遺憾。我發現根本沒有什麼基督教的原理在內，只是徒具基督教的虛名，並且加以濫用。」《北華捷報》於1860年9月1日刊出他訪問南京的報導。1860年9月他搬到煙台繼續傳教，直到他去世。1861年10月6日，當太平軍快抵達煙台時，他與另一位美國聖公會Parker牧師騎馬迎上前去，從此無人見過他。他的屍體於15日被發現在離煙台三十英里處。
他的中文著作有《訓兒真言》。